# Pelagonema propinquum
Pelagonema propinquum är en rundmaskart. Pelagonema propinquum ingår i släktet Pelagonema, och familjen Oncholaimidae. Arten är reproducerande i Sverige.